# Jania tenella
Jania tenella (Kützing) Grunow, 1874  é o nome botânico de uma espécie de algas vermelhas pluricelulares do gênero Jania.
- São algas marinhas encontradas na África (Etiópia, Ilhas Maurícias, Sudão e Tanzânia), Ásia (Birmânia, Filipinas e Japão), América do Norte (Califórnia), América do Sul (Chile) e algumas ilhas do oceano Atlântico, oceano Pacífico e oceano Índico.

## Sinonímia
- Corallina tenella Kützing, 1858